# Maybeshewill
I Maybeshewill sono un gruppo musicale post-rock formatosi nel 2005 a Leicester, Inghilterra. La loro musica è caratterizzata dall'uso di elementi elettronici programmati e campionati accanto a strumenti più classici come chitarre, basso, tastiere e batteria.

## Storia

### 2005-2016
I Maybeshewill sono stati formati dai chitarristi Robin Southby e John Helps mentre i due stavano studiando insieme all'università nel 2005.
Nel maggio 2007 John e Robin cominciarono a lavorare con il batterista James Collins (originariamente membro dei Fight Fire With Water) e il bassista Andrew Jackson, insieme ad altri musicisti e cantanti per registrare Not for Want of Trying. L'album fu pubblicato un anno dopo.
Esattamente tredici mesi dopo, la band tornò in studio per registrare il secondo LP, Sing the Word Hope in Four-Part Harmony.
Successivamente, nel 2011, rilasciano un nuovo album intitolato I Was Here for a Moment, Then I Was Gone.
Dall'ultima data del tour promozionale di quest'ultimo album, tenutasi al The Y Theatre di Leicester, Inghilterra, è stato tratto un film di 50 minuti che riprende l'esibizione della band. Unitamente al film è stato rilasciato l'album dal vivo "Live at The Y Theatre".
L'ultimo lavoro in studio della band è Fair Youth, caratterizzato da un sound più ripieno, morbido e ben miscelato rispetto ai primi lavori.
Nel 2016 la band annuncia lo scioglimento.

### 2020-presente
Il 29 gennaio 2020 annunciano a sorpresa la partecipazione al ArcTanGent festival, partecipazione che chiaramente è saltata a causa della pandemia da Covid-19, e di essere al lavoro su un nuovo album insieme. Il nuovo album, "No Feeling Is Final", viene pubblicato il 15 dicembre 2021.

## Stile musicale
La band ha descritto il proprio sound come "rock strumentale con elettronica", mentre Drowned in Sound li ha descritti come "come farebbero i Mogwai se questi ultimi avessero mai trovato l'amore in un cinema d'autore. E poi sono stati picchiati in testa con una tastiera".
La band si distingue inoltre per i riferimenti culturali, adottando frasi celebri per i titoli delle canzoni e testi che riprendono discorsi e monologhi di film, come ad esempio In Another Life, When We Are Cats frase del film Le regole dell'attrazione di Roger Avary; Not for want of trying il cui testo è il monologo iniziale di Quinto potere di Sidney Lumet; Our History Will Be What We Make of It che adotta come testo un discorso di Good Night, and Good Luck. di George Clooney e Gli anni dell'avventura di Richard Attenborough.

## Formazione

### Formazione attuale
- James Collins (Batteria, Percussioni e Drum machine)
- Matthew Daly (tastiere)
- John Helps (Chitarra e Voce)
- Robin Southby (Chitarra e Live electronics)
- Jamie Ward (Basso e Voce)

### Ex componenti
- Victoria Sztuka (basso)
- Andrew Jackson (basso)
- Dave Voss (percussioni)
- Lawrie Malen (percussioni)
- Tanya Byrne (basso)
- Kris Tearse (percussioni)
- Scott West (chitarra)

## Discografia

### Album
- 2008 - Not for Want of Trying
- 2009 - Sing the Word Hope in Four-Part Harmony
- 2009 - Not for Want of Trying + 4
- 2011 - I Was Here for a Moment, Then I Was Gone
- 2014 - Fair Youth
- 2021 - No Feeling Is Final

### Live
- 2013 - Live at the Y Theatre

### EP
- 2006 - Japanese Spy Transcript
- 2008 - Maybeshewill / Her name is Calla

### Singoli
- 2010 - To the Skies from a Hillside
- 2011 - Critical Distance
- 2012 - Red Paper Lanterns
- 2015 - In Amber
- 2015 - Fair Youth